# Даві Кортес да Сілва
Даві Кортес да Сілва (порт. Davi Cortes da Silva, нар. 19 листопада 1963, Ріо-де-Жанейро) — бразильський футболіст, що грав на позиції захисника.

## Клубна кар'єра
У дорослому футболі дебютував 1983 року виступами за «Сантус», в якому провів сім сезонів, взявши участь у 58 матчах чемпіонату, а у 1984 році виграв з командою Чемпіонат штату Сан-Паулу.
Згодом у 1992 році недовго пограв у Японії за «Верді Кавасакі», яке тоді очолював співвітчизник Даві Жозе Масія, втім незабаром захисник повернувся на батьківщину, де грав за «Америку» (Сан-Паулу), «Гуарані» (Кампінас), «Флуміненсе» та «Сан-Жозе».
Завершив професійну ігрову кар'єру у 1998 році в клубі «Флуміненсе», у складі якого вже виступав раніше. 

## Виступи за збірну
У складі олімпійської збірної Бразилії був учасником футбольного турніру на Олімпійських іграх 1984 року у Лос-Анджелесі, де провів 2 матчі із Західною Німеччиною і Марокко та став із командою срібним призером змагань.

## Титули і досягнення
- Володар Кубка Джей-ліги (1):

«Верді Кавасакі»: 1992
Збірні
- Срібний олімпійський призер: 1984